# Suicidologia
Suicidologia é o estudo do comportamento e causas suicidas realizado por profissionais da Psiquiatria ou da Psicologia. Suicidólogo é o nome que recebem quando da formação na referida especialidade.
De acordo com a Organização Mundial de Saúde (OMS) e a associação internacional de prevenção de suicídio, cerca de dez a vinte milhões de pessoas tentam suicídio por ano, e implica e um milhão de mortes por ano. No Brasil, segundo o Ministério da Justiça uma média de 25 pessoas se suicidam por dia.
Em 3 de setembro de 2016, o professor do Departamento de Saúde Mental da Faculdade de Medicina da Universidade Federal de Minas Gerais (UFMG), Humberto Corrêa, foi eleito presidente da Associação Latino-Americana de Suicidologia, em Santiago, Chile.